# Poncey-sur-l'Ignon
Poncey-sur-l'Ignon é uma comuna francesa na região administrativa da Borgonha-Franco-Condado, no departamento de Côte-d'Or. Estende-se por uma área de 16,5 km². Em 2010 a comuna tinha 83 habitantes (densidade: 5 hab./km²).